# Bildningscentrum Facetten

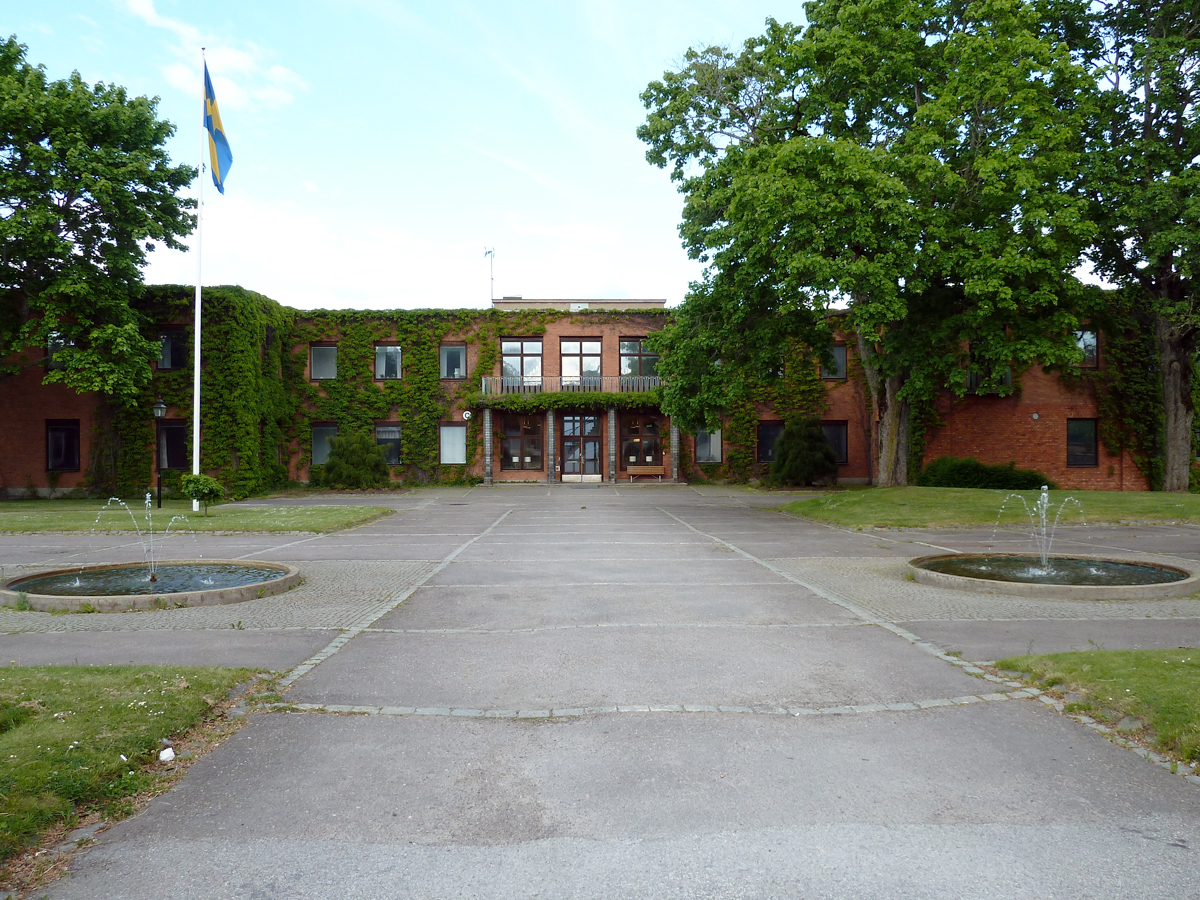
Bildningscentrum Facettens huvudentré 2012.

Bildningscentrum Facetten är en gymnasieskola i Åtvidaberg med ca 350 elever. Skolan ligger i delar av Facit AB:s gamla kontors- och industrilokaler. Skolan är sedan 2008 certifierad som teknikcollege. Utöver de vanliga programmen bedrivs även fotbolls- och golfgymnasium.

## Program på gymnasienivå
- Samhällsvetenskapsprogrammet
- Naturvetenskapsprogrammet
- Ekonomiprogrammet
- Barn- och fritidsprogrammet
- Handels- och administrationsprogrammet
- Teknikprogrammet
- Industritekniska programmet
- El- och energiprogrammet
- Bygg- och anläggningsprogrammet
- Golf
- Fotboll
- Introduktionsprogrammet
- Gymnasiesärskola